# Zapasy na Igrzyskach Azjatyckich 2018
Turniej w ramach Igrzysk Azjatyckich 2018 rozegrano od 19 do 22 sierpnia w "Convention Center Assembly Hall" w Dżakarcie .

## Tabela medalowa
| Poz.  | Państwo          |    |    |    | Łącznie |
| ----- | ---------------- | -- | -- | -- | ------- |
| 1.    | Iran             | 5  | 0  | 3  | 8       |
| 2.    | Chiny            | 2  | 3  | 1  | 6       |
| 3.    | Uzbekistan       | 2  | 1  | 3  | 6       |
| 4.    | Korea Północna   | 2  | 1  | 2  | 5       |
| 5.    | Korea Południowa | 2  | 0  | 6  | 8       |
| 6.    | Indie            | 2  | 0  | 1  | 3       |
| 7.    | Japonia          | 1  | 4  | 5  | 10      |
| 8.    | Kirgistan        | 1  | 3  | 4  | 8       |
| 9.    | Mongolia         | 1  | 1  | 3  | 5       |
| 10.   | Kazachstan       | 0  | 4  | 6  | 10      |
| 11.   | Liban            | 0  | 1  | 0  | 1       |
| 12.   | Turkmenistan     | 0  | 0  | 1  | 1       |
| .     | Wietnam          | 0  | 0  | 1  | 1       |
| Razem | Razem            | 18 | 18 | 36 | 72      |

## Wyniki

### W stylu klasycznym
| Kat. wagowa |                     |                      |                                       |
| ----------- | ------------------- | -------------------- | ------------------------------------- |
| 60 kg       | Shinobu Ōta         | Kanybek Dżołczubekow | Mirambek Ajnagułow Mehrdad Mardani    |
| 67 kg       | Ryu Han-su          | Ałmat Kiebispajew    | Amantur Ismaiłow Mohammadreza Garaji  |
| 77 kg       | Mohammadali Garaji  | Akdżoł Machmudow     | Kim Hyeon-woo Yang Bin                |
| 87 kg       | Hosejn Nuri         | Rustam Assakałow     | Şyhazberdi Öwelekow Azamat Kustubajew |
| 97 kg       | Cho Hyo-chul        | Xiao Di              | Jerułan Iskakow Üzür Dżuzupbekow      |
| 130 kg      | Muminjon Abdullayev | Nurmachan Tinalijew  | Arata Sonoda Kim Min-seok             |

### W stylu wolnym
| Kat. wagowa |                      |                   |                                      |
| ----------- | -------------------- | ----------------- | ------------------------------------ |
| 57 kg       | Erdenbatyn Bechbajar | Kang Kum-song     | Yūki Takahashi Reza Atri             |
| 65 kg       | Bajrang Kumar        | Daichi Takatani   | Sirojiddin Khasanov Sajatbek Okasow  |
| 74 kg       | Bekzod Abduraxmonov  | Danijar Kajsanow  | Gong Byung-min Yūhi Fujinami         |
| 86 kg       | Hasan Jazdani        | Domenic Abounader | Adilet Dawłumbajew Orgodolyn Üjtümen |
| 97 kg       | Alireza Karimi       | Magomied Musajew  | Magomied Ibragimow Kim Jae-gang      |
| 125 kg      | Parwiz Hadi          | Deng Zhiwei       | Nam Koung-jin Dawit Modzmanaszwili   |

### W stylu wolnym kobiet
| Kat. wagowa |                    |                         |                                         |
| ----------- | ------------------ | ----------------------- | --------------------------------------- |
| 50 kg       | Vinesh Phogat      | Yuki Irie               | Kim Son-hyang Kim Hyeong-ju             |
| 53 kg       | Pak Yong-mi        | Żułdyz Eszymowa         | Haruna Okuno Erdenczimegijn Sum’jaa     |
| 57 kg       | Jong Myong-suk     | Pei Xingru              | Katsuki Sakagami Altancecegijn Batceceg |
| 62 kg       | Ajsułuu Tynybekowa | Risako Kawai            | Nguyễn Thị Mỹ Hạnh Rim Jong-sim         |
| 68 kg       | Zhou Feng          | Szarchüügijn Tümenceceg | Divya Kakran Meerim Dżumanazarowa       |
| 76 kg       | Zhou Qian          | Hiroe Suzuki            | Elmira Syzdykowa Ajperi Medet kyzy      |

- Zdobywczyni złotego medalu w kategorii 62 kg, reprezentantka Mongolii Pürewdordżijn Orchon, została zdyskwalifikowana za doping (Stanozolol)[2]

## Łącznie medale w latach: 1954–2018
| Poz.    | Państwo          |     |     |     | Łącznie |
| 1       | Iran             | 69  | 40  | 36  | 145     |
| 2       | Japonia          | 67  | 51  | 46  | 164     |
| 3       | Korea Południowa | 54  | 28  | 58  | 140     |
| 4       | Uzbekistan       | 12  | 14  | 15  | 41      |
| 5       | Kazachstan       | 11  | 19  | 25  | 55      |
| 6       | Mongolia         | 11  | 18  | 29  | 58      |
| 7       | Indie            | 11  | 14  | 34  | 59      |
| 8       | Chiny            | 9   | 23  | 22  | 54      |
| 9       | Korea Północna   | 7   | 10  | 13  | 30      |
| 10      | Pakistan         | 6   | 14  | 14  | 34      |
| 11      | Kirgistan        | 2   | 10  | 19  | 31      |
| 12      | Syria            | 0   | 3   | 4   | 7       |
| 13      | Tadżykistan      | 0   | 3   | 2   | 5       |
| 14      | Afganistan       | 0   | 2   | 2   | 4       |
| .       | Irak             | 0   | 2   | 2   | 4       |
| .       | Filipiny         | 0   | 2   | 2   | 4       |
| 17      | Wietnam          | 0   | 1   | 1   | 2       |
| 18      | Jordania         | 0   | 1   | 0   | 1       |
| .       | Liban            | 0   | 1   | 0   | 1       |
| 20      | Indonezja        | 0   | 0   | 2   | 2       |
| .       | Turkmenistan     | 0   | 0   | 2   | 2       |
| 22      | Katar            | 0   | 0   | 1   | 1       |
| Łącznie | Łącznie          | 259 | 256 | 329 | 844     |